# Tamanarum
Tamanarum is een bestuurslaag in het regentschap Magetan van de provincie Oost-Java, Indonesië. Tamanarum telt 3653 inwoners (volkstelling 2010).